# Jastarnia
Jastarnia  (en casubio: Jastarniô, en alemán: Heisternest) es una pequeña ciudad portuaria sobre la costa del Mar Báltico, que se encuentra ubicada en el Condado de Puck, voivodato de Pomerania, al norte de Polonia.
Está en el medio de la estrecha  península de Hel, constituida de arena, a kilómetros de distancia de la parte continental de Polonia. Es un lugar de turismo, donde la gente va de vacaciones, acampar y practicar deportes acuáticos.

## Galería

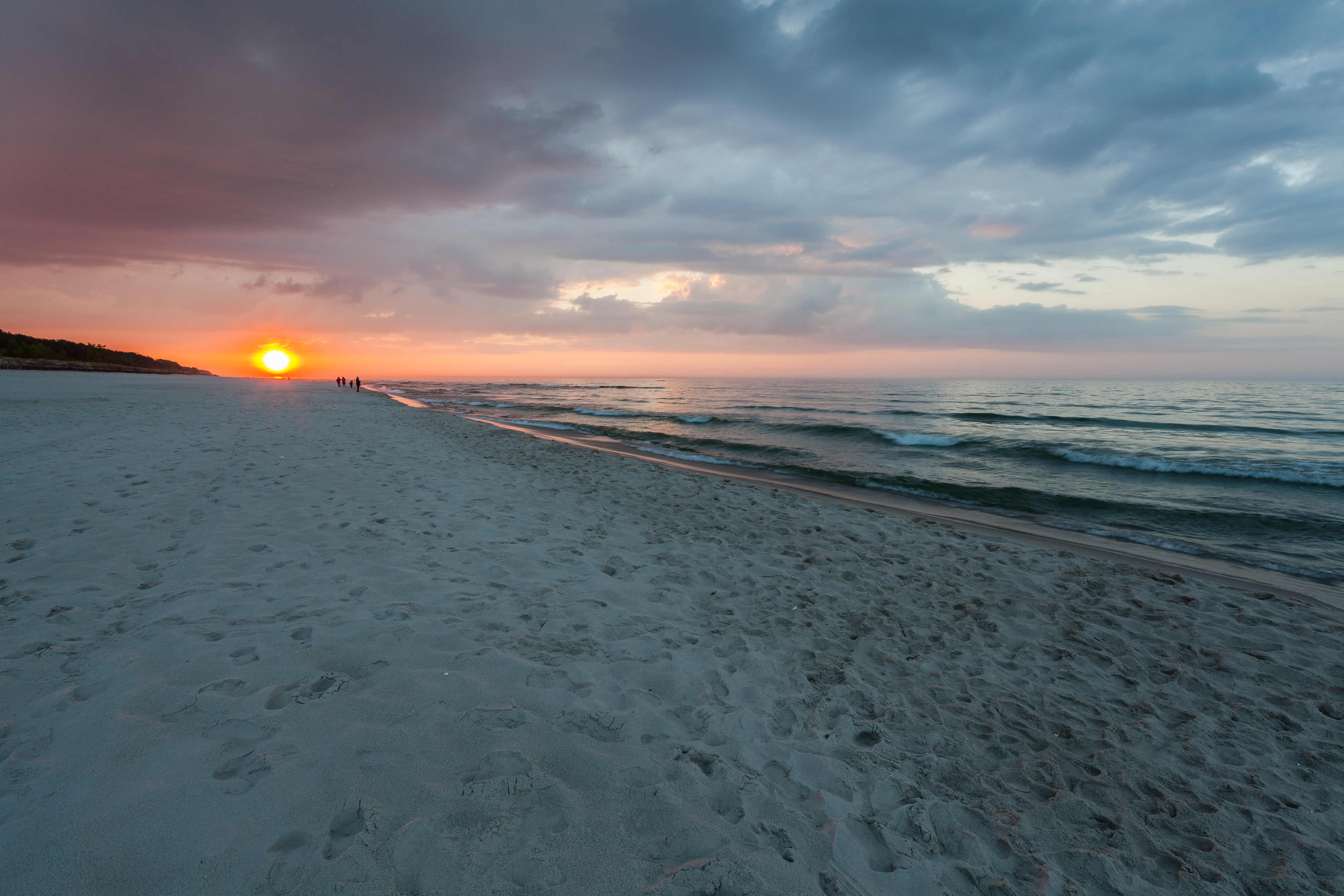
Playa de Jastarnia en la puesta de sol.
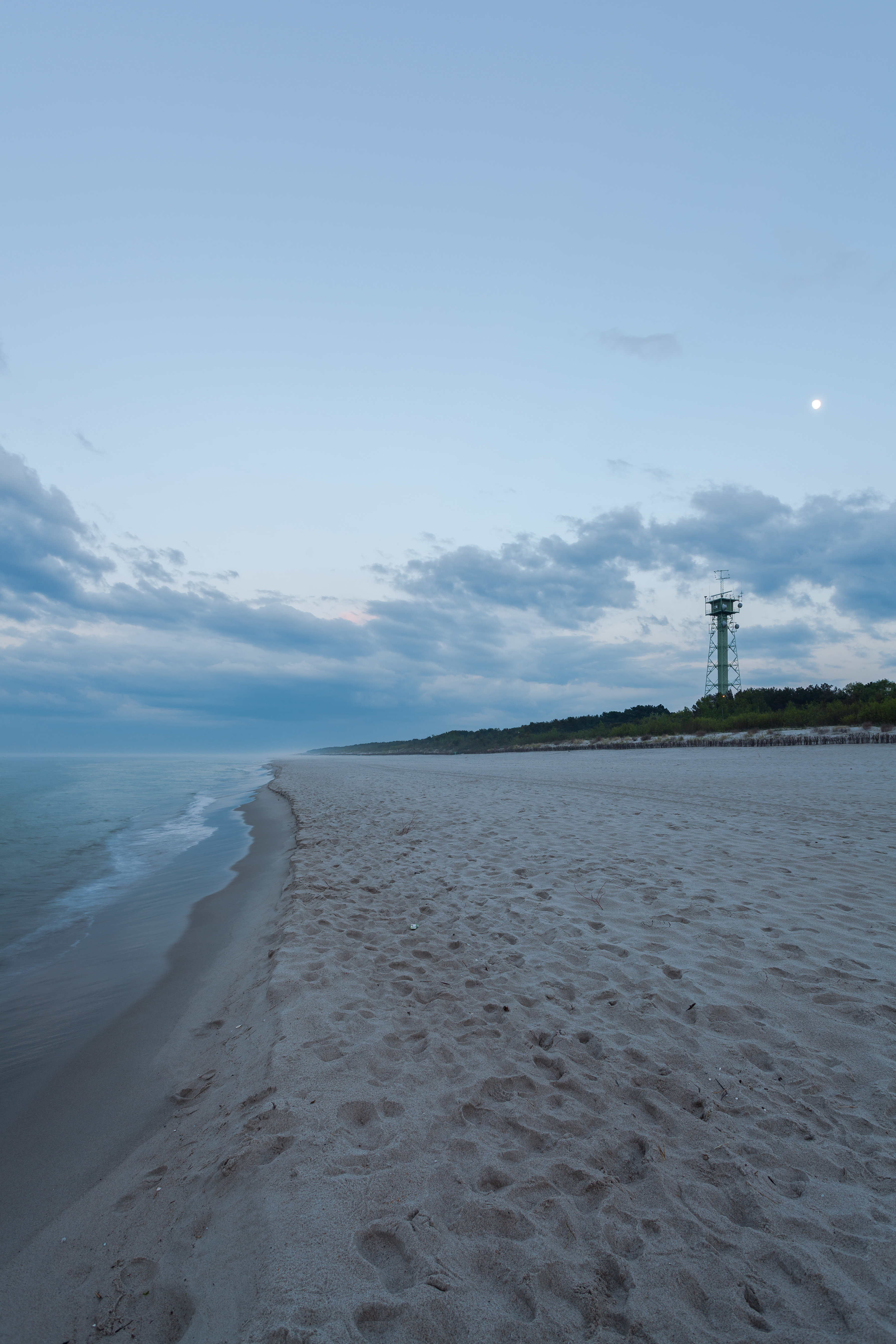
Vista de la playa al anochecer.

## Enlaces
- Wikimedia Commons alberga una categoría multimedia sobre Jastarnia.
- Jastarnia - Municipal.
- Jastarnia.

- Datos: Q497154
- Multimedia: Jastarnia / Q497154

1. ↑  Worldpostalcodes.org,código postal n.º 84-140.